# Domenico Cecchini
Domenico Cecchini (* 7. Februar 1589 in Rom; † 1. Mai 1656 ebendort) war ein italienischer Kardinal.

## Leben
Er wurde 1589 in Rom als Sohn von Domizio und Fausta Capizucchi geboren, die einer alten römischen Patrizierfamilie angehörten. Er schloss sein Studium in utroque iure an der Universität von Perugia ab und machte anschließend eine rasche Karriere in der römischen Kurie.
Dank seiner Ausdauer und familiären Unterstützung (sein Vater war einer der Konservatoren der Stadt), mit Einfallsreichtum und Scharfsinn begabt, machte er sich bei den Kardinälen, den Auditoren der Rota Alessandro Ludovisi, dem späteren Papst Gregor XV., und Giambattista Pamphili, dem späteren Papst Innozenz X., bekannt. Mit ihrer Unterstützung begann Cecchini eine glänzende Karriere und wurde Sekretär von Ludovisi, dem damaligen Vizekanzler der Rota.
Nach dem Tod von Paul V. wurde das Konklave eröffnet und er setzte sich sofort für die Kandidatur seines ehemaligen Beschützers Kardinal Ludovisi ein, der Erzbischof von Bologna war, und französische Unterstützung genoss.
Ludovisi wurde 1621 mit dem Namen Gregor XV. auf den päpstlichen Thron erhoben und beschützte und unterstützte Cecchini weiterhin: Er fügte ihn zu den Konsistorialjuristen hinzu, ernannte ihn zum geheimen Kämmerer, zum Auditor des Kardinalkämmerers Ludoviso Ludovisi und zum Kanoniker der Vatikanischen Basilika. Im Jahr 1627 war er auch Rektor der Universität „Studium Urbis“. Im Jahr 1633, nach dem Tod von Kardinal Ludovisi, gelang es ihm, die Sympathie und den Schutz der Familie Barberini zu gewinnen: Er wurde Richter des Monte di Pietà, Protektor dieser Kongregation, Mitglied der Congregazione delle Immunità und wurde unter die Wähler der Signatura aufgenommen. Er gewann schließlich die Sympathie von Kardinal Aldobrandini und unterstützte ihn mit seinen Diensten in Familienangelegenheiten.
Während des Krieges zwischen Papst Urban VIII. und dem Herzog von Parma (1641) gelang es Cecchini, der mit der Bewachung der Stadt Rom betraut worden war, eine Miliz von 6.000 Soldaten und eine Kompanie von 500 Reitern zu organisieren. Dank seiner Bemühungen zur Abschaffung der Steuer auf den im Bezirk produzierten Wein gelang es ihm auch, eine gewisse Popularität beim römischen Volk zu erlangen. Im Jahr 1643 wurde er zum Berater der Römischen Inquisition ernannt und im Juli desselben Jahres zum Prälatenauditor der Rota.
Im Juli 1644 starb Urban VIII. und wurde von Kardinal Pamphili unter dem Namen Innozenz X. abgelöst, der ihn gleich nach seiner Wahl zum Datar der Heiligen Römischen Kirche ernannte, d. h. zum Verantwortlichen für die wichtige Abteilung der Apostolischen Datarie. Am folgenden 14. November ernannte er ihn zum Kardinal in pectore. Die Veröffentlichung seiner Erhebung zum Kardinal mit der Titelkirche San Sisto erfolgte im Konsistorium vom 6. März 1645.
Seine Position als Datar, die er mit der ihn eigenen Strenge und den in seiner langen und glänzenden kurialen Karriere gereiften administrativen Fähigkeiten ausübte, setzte ihn den Repressalien der mächtigen Schwägerin des Papstes, Olimpia Maidalchini, aus. Diese wurden deutlich, als er versuchte, den Veruntreuungen des von Olimpia und der päpstlichen Familie protegierten Untergebenen Francesco Canonici Mascambruni Einhalt zu gebieten. Der Druck, der auf den Pontifex gegen Cecchini ausgeübt wurde, zwang ihn im Juni 1649 zum Rücktritt. Der Papst akzeptierte seinen Rücktritt jedoch erst am 15. September 1652, nach der Verurteilung und Hinrichtung von Canonici Mascambruni und damit der vollständigen Rehabilitierung des Kardinals in den Augen des Papstes und seiner persönlichen Rache an Donna Olimpia.
Am 12. April 1651 wurde Cecchini von Innozenz X. (der ihn trotz des Drucks seiner Schwägerin insgeheim weiterhin schätzte) in die eigens eingerichtete Kongregation berufen, um über fünf der Häresie verdächtigte Thesen von Cornelius Jansen zu urteilen. Er widmete sich dieser Aufgabe mit großem Eifer, aus Loyalität gegenüber dem Papst und der Kirche.
Er nahm an dem Konklave von 1655 teil, das Papst Alexander VII. wählte.
Der neue Papst, der die den Kardinal betreffenden ungerechten Ereignisse, und vor allem die übermäßige Machtfülle und die vielen von Donna Olimpia begangenen Diebstähle gegen den Staatsschatz, gut kannte, verbannte sie für immer aus Rom, sprach dann Kardinal Cecchini vor dem Heiligen Kollegium und dem Päpstlichen Hof eine feierliche Belobigung für die trotz des erlittenen Unrechts gezeigte Treue aus und bestätigte ihn als Datar.
Kardinal Cecchini starb am 1. Mai 1656 im Alter von 67 Jahren an einem Schlaganfall in seinem Palast in Campo Marzio und wurde in der von ihm restaurierten Familienkapelle in der Basilika Santa Maria in Trastevere beigesetzt, die als Kapelle der Madonna di Via Cupa bekannt war.
Während der langen und unruhigen Zeit, in der er Datarius war, reagierte Cecchini auf die Anschuldigungen und Beleidigungen, indem er ihnen seine Ehrlichkeit und Intelligenz gegenüberstellte und die Verteidigung seines Rufs und die Geschichte der ausgesetzten Verfolgung einer Autobiographie anvertraute. Diese Memoiren (erhalten in der Biblioteca Apostolica Vaticana, Misc. 978: Vita e successi del card. Cecchini descritta da lui medesimo), die kurz nach 1651 entstanden zu sein scheinen und die auch einige strenge Urteile über Personen der Kurie enthalten, sind sehr frei geschrieben und geben uns ein buntes Bild der römischen Gesellschaft jener Zeit.